# 대한민국 민법 제1023조
대한민국 민법 제1023조는 상속재산보존에 필요한 처분에 대한 민법 상속법 조문이다.

## 조문
제1023조(상속재산보존에 필요한 처분) 1. 법원은 이해관계인 또는 검사의 청구에 의하여 상속재산의 보존에 필요한 처분을 명할 수 있다.
2. 법원이 재산관리인을 선임한 경우에는 제24조 내지 제26조의 규정을 준용한다.

## 참조 조문
제24조(관리인의 직무) ① 법원이 선임한 재산관리인은 관리할 재산목록을 작성하여야 한다.
② 법원은 그 선임한 재산관리인에 대하여 부재자의 재산을 보존하기 위하여 필요한 처분을 명할 수 있다.
③ 부재자의 생사가 분명하지 아니한 경우에 이해관계인이나 검사의 청구가 있는 때에는 법원은 부재자가 정한 재산관리인에게 전2항의 처분을 명할 수 있다.
④ 전3항의 경우에 그 비용은 부재자의 재산으로써 지급한다.

제26조(관리인의 담보제공, 보수) ① 법원은 그 선임한 재산관리인으로 하여금 재산의 관리 및 반환에 관하여 상당한 담보를 제공하게 할 수 있다.
② 법원은 그 선임한 재산관리인에 대하여 부재자의 재산으로 상당한 보수를 지급할 수 있다.
③ 전2항의 규정은 부재자의 생사가 분명하지 아니한 경우에 부재자가 정한 재산관리인에 준용한다.

## 같이 보기
- 상속
- 재산관리인
- 대한민국 민법 제24조 관리인의 직무
- 대한민국 민법 제26조 관리인의 담보제공, 보수